# 段绳武
段绳武（1897年—1944年），原名段承泽，以字行，生于河北省定县（今定州市）高头村。中华民国陆军中将，人称“荣军之父”。

## 生平
段繩武自幼家貧，但仍有完成私塾教育。宣統三年（1911）入伍從軍，被編入王占元麾下，在王占元失勢下野後，轉入孫傳芳部隊。
在軍閥混戰期間，段繩武憑藉自身戰功晉升，在民國八年（1919）升任排長，接受湖北軍官教育團訓練，並繼續在孫傳芳系統部隊中晉升。至民國十六年（1927）時，段繩武擔任五省聯軍下屬第9師師長，後代理五省聯軍第一軍軍長。因孫傳芳遭國民革命軍擊敗，勢力衰退，段繩武所指揮的部隊最後也接受國民政府編遣，縮編為國民革命軍第47師，在民國十八年（1929）出任該師師長。在民國十九年（1930）職辭，師長一職由王金鈺接任。
由於家世與駐地因素，段繩武受到武訓的志向所感召。決定協助晏陽初等新農村運動提倡者所倡導之建村計畫。
九一八事變後，段武繩決定變賣家產，舉家從北平搬遷至绥远省的包頭市，招徕其家鄉河北省的流民，屯垦开荒，建立河北新村，任该村村长。他的移民計劃獲得最後一位狀元劉春霖、仕紳張清廉等人支持，在包頭建設的第一座移民村因經驗不足，無法改良鹽鹼地的土質因此墾荒效果欠佳。在後續開辦的河北第二新村，段武繩決定將建村地點轉往黃河流經的五原縣，在當地與蒙古人承租土地，興建村落，在五原的移民村成效即相對成功。
1938年重返军界任国民政府军事委员会后勤部政治部中将主任，1939年在重庆高滩岩、唐家沱设立后方医院和重伤兵医院。并聘请郭沫若等在高滩岩创办残废军人教育委员会。首创“荣誉军人”称号，并经国民政府军事委员会通令全国，在各地设立“荣军之友社”、“荣军职业协导会”等，并在重庆出版《荣军之友》杂志，因此被称为“荣军之父”。
1940年7月因劳成疾，在任内逝世于重庆。晏江縣曾有设有绳武乡，以兹纪念。